# أبستاق

فاراڤهار، وهي علامة ترمز للدين الزرادشتي

الأبِسْتاق (الأفستا/Upasta) هو كتاب الرسول الفارسي زرادشت الذي يعد الكتاب المقدس لدى أتباع الديانة الزرادشتية.
وكلمة «الافيستا» باللغات القديمة تعني (الأساس والبناء القوي)، والأبستاق مكتوب باللغة الأبستاقية (الأفستية) ذات صلات قوية باللغة السنسكريتية الهندية القديمة، ويقول المؤرخون أن (الأفيستا) المقدسة كتب على 12000 قطعة من جلود البقر أتلفت أغلبها نتيجة لمرور تلك القرون من الزمن وبقيت 38000 ألف كلمة منها، وتقول بعض الروايات أنها كانت حوالي 345،700 كلمة أي أربعة أضعاف، وكانت من واحد وعشرين جزءً وخمسة أقسام:

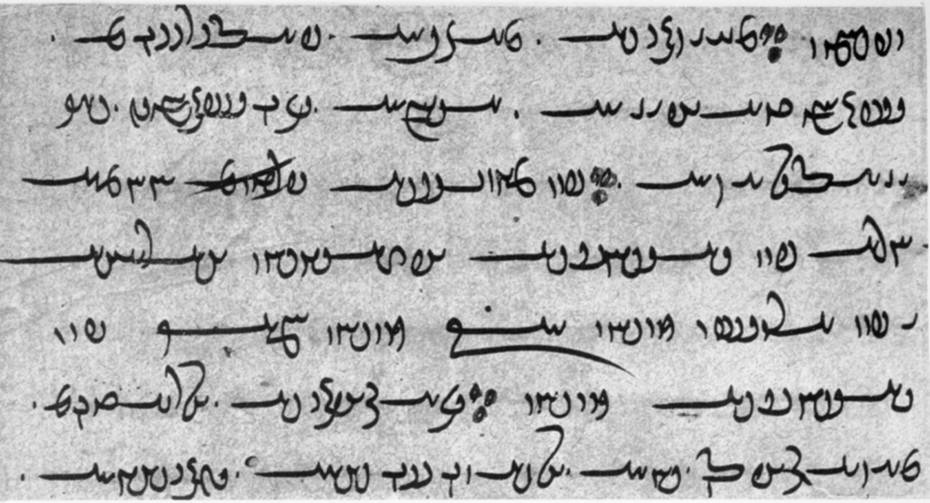
اليسنا مكتوبة بالبهلوية

- يسنا: وتعني نوع أو شكل وهي على شكل (أناشيد أو تراتيل) وهي أدعية ومعلومات حول الدين وهي أشهر أقسامه وينسب إلى الرسول زرادشت وهو 72 يسنا هات وكل يسنا يشمل مجموعة أدعية.
- ويسبرد: يضم مجموعة من ملحقات اليسنا وهي أكثر من 23 كَرده
- ونديداد: (يصف الأشكال المختلفة للأرواح الشريرة) وهي حول الحلال والحرام، والطاهر والنجس، فيها كثير من القوانين الدينية. ومعناها القوانين الضد الأباليسة.
- يشتها: وتعني الأناشيد والتسابيح وكل يشت باسم أحد الأجسام النورانية.
- افيستاي: بجوك (خردة افيستا) وهي الصلوات اليومية وتضم تراتيل في بيان عظمة الإله.

وفي الديانة الزرادشتية هناك اعتقاد بوجود ستة معاونين أو مساعدين لزرادشت وهم باعتبارهم من الملائكة المقدسين يأتمرون بأمر من (سبنتا مئنيو) أي الروح المقدسة وهم:
- وهومن
- واهيشته أشا
- واريا خشاترا
- سبنته أرمئيتي
- هوروارتات
- امريتات

وبحسب الديانة الزرادشتية فالكون خلق قبل 12000 عام حكم إله الخير منها ثلاثة آلاف عام، كان فيها إله الشر في الظلام طيلة حكم إله الخير، ثم ظهر إله الشرّ وواجه فيها إله الخير وقد أعطاه إله الخير مدة 9000 عام ليتقابلوا فيها، وقد كان إله الشر مطمئنا للفوز بالألوهية إلا أن ظهور زردشت ونشره الدين الجديد والخير جعل الناس تنفر من إله الشرّ مما أدى إلى هزيمته وبقي إله الخير يحكم الكون وهو الذي خلق الخليقة والأكوان وتربع على عرش الربوبية، ووزع خيره على الكائنات جميعاً، لذا يجب إطاعة أوامره وتوحيده وأنه لا شريك له في الملك.

## المؤلف

### ياسنا
يذكر المستشرق ويليام دبليو مالاندرا أن الياسنا لم تُكتب إلا بعد وفاة زرادشت بوقت طويل، لأن النص مكتوب باللهجة الأفستية المتأخرة، وليس باللهجة الأفستية-الجاثية التي يتحدث بها زرادشت مثل تلك الموجودة في نص الجاثة ويقول إنه من غير الممكن تحديد متى تم تأليف نص ولكن يمكن القول إن النص ربما كان نتاج مشروع تحريري اكتمل في نقطة معينة من التاريخ، أو عملية توحيد، حيث تم توسيع النص تدريجيًا على مدى فترة طويلة من الزمن.

### فيسبيراد
لا يُعتبر فيسبيراد قسمًا مستقلًا، بل هو امتداد لقسم ياسنا. يهدف فيسبيراد إلى إضفاء لمسة جمالية على احتفالات ياسنا خلال المهرجانات الخمسة الرئيسية ( المهرجانات الزرادشتية ). أُكمل تاليف النص في منتصف أو أواخر العصر الساساني .

### ياشتس
يعتقد آرثر كريستنسن أن بعض أجزاء الياشتس كانت موجودة قبل ظهور الزرادشتية وأن بعض أجزاء الياشتس أضيفت بعد ظهور الزرادشتية، وعلقت الدكتورة ألموت هينتز بأنه من المستحيل التمييز بين النصوص ما قبل الزرادشتية وما بعد الزرادشتية، بينما يعتقد إيليا جيرشيفيتش أن الياشتس كانت موجودة قبل الزرادشتية ولكن تم إدخالها لاحقًا الى الأفستا بينما يعتقد برود أوكتور سكايرفو إلى أن الياشتس تم تأليفها من قبل الأخمينيين من أجل تعزيز سلطتهم

### فينديداد
صرح ويليام دبليو مالاندرا أن العلماء يتفقون عمومًا على أن مؤلفي الفينديداد كانوا موغا ، في العصر الأخميني أو بعده.

### خورده آفاستا
خورده آفاستا تم تأليفها في أواخر العصر الساساني.

## مخطوطات الأفستا
تتكون الأفستا من 5 أجزاء وهن: ياسنا ، فيسبريد، ياشتس ، فينديداد ، خورده آفاستا وأقدم مخطوطة من الافستاء تعود إلى عام 1323 ميلادي.ويقول أ. في. وليامز جاكسون أنه لا توجد مخطوطة واحدة تحتوي على الأفستا بالكامل. أقدم مقطع تم تأليفه في الكتاب هو جاثا ، وهناك إجماع عام تدريجي لصالح وضع جاثا في حوالي عام 1000 قبل الميلاد
ويوجد الآن إجماع واسع النطاق على أن معظم نصوص الأفستا المختلفة على مدار تاريخها الطويل تم تناقلها شفهيًا وبشكل مستقل عن بعضها البعضويتفق العلماء المعاصرون على رفض فكرة انه جراء جمع الافستاء في عصر الإمبراطورية الأخمينية ويرفض معظم العلماء المعاصرين ايضا فكرة أن نسخة من الأفستا كتبت في عصر الإمبراطورية السلوقية أو الإمبراطورية البارثية بسبب عدم وجود أدلة.
وجاثا هو مقطع الوحيد في الافستاء بالكامل الذي فيه احتمال بانه تاليف زرادشت نفسهبعض زرادشتيون يومنه بان "جاثا" هو كتاب المقدس الوحيد في الزرادشتية

## القيامة حسب الديانة الزردشتية
في المعتقد الزردشتي سيظهر ثلاثة منقذين (مخلصين). الأول ظهر قبل ظهور زرادشت بـ 1000 عام واسمه هوشيدر ، والثاني اسمه سيظهر بعد زرادشت بـ 2000 عام واسمه هوشيدرماه، أما الثالث وهو سوشيانس فسيظهر بعد زرادشت بـ 3000 عام وهو الذي سيثبت العدل في الدنيا بعد ظلم يطول أمده، وفي روايات يقال أنه هو المسيح الذي سيظهر مجدداً بعد صعوده إلى الرب بعد أن ينال العذاب.
الديانة الزرادشتية تعتقد بالروح ووجودها، ويعتقدون إن الفاني هو الجسد وليس الروح، وإن الروح ستبقى في منطقة وسطى بين النار والجنة، وأن اعتقادهم راسخ بالجنة والنار والصراط وميزان الأعمال أما بالنسبة للجحيم في الديانة الزرادشتية فهي تختلف في وصفها عن الأديان الأخرى، ويعتقد معتنقو الديانة الزرادشتية أن الجحيم عبارة عن منطقة باردة وفيها أنواع من الحيوانات المتوحشة التي سوف تعاقب المذنبين بما اقترفت أيديهم من أثم في الدنيا.

## نبذة من الترانيم والدعوات في الديانة الزردشتية
(أنا عالم أنك الحق وأنك مع العقل النير. هكذا أراك وأرى أيضاً أن الرب الحكيم بالغ العظمة له العرش والقصاص، بهذا القول من أفواهنا، سنحول بشر من فرائس للشر إلى كائنات عظيمة). (ترنيمة 2 الأفستا زرادشت رنيمة 31) (هو الذي ملأ بوساطة العقل في البدء السموات المباركة بالنور، هو الذي خلق بـ(مشيئة) الحق الذي أبدع (العقل الخير) هذا الذي زدته أيها (الرب الحكيم) بروحك التي صارت منذ الآن واحدة أيها الرب. يقول زرادشت في الونديداد إحدى أسفار الأفستا: (حينما ينمو الشعير تنزعج الشياطين وحينما يحصد القمح يغشى على الشياطين فالبيت الذي يدخله القمح تخرج منه الشياطين مذمومة مدحورة. فالإنسان تركبه الشياطين إذا كان دون الحاجة وإذا كان فوقها أيضاً، فالشيطان هنا هو الفقر.
ترجمة لنص من نصوص سفر اليسنا وهي قسم الترانيم والدعوات في الأفستا:
(إني أتصورك ـ أيها المعطي الأكبر مزدا ـ جميلاً حينما أشاهد أنك القوة العليا ذات الأثر الفعال في تطوير الحياة وحينما أرى أنك تكافئ الناس على الأعمال والأقوال. لقد كتبت الشر (عقاباً) على الشر وجعلت السعادة جزاءً وفاقاً لمن يعمل الخير، وذلك بفضلك العظيم الذي يظهر أثره، حينما تتبدل الخليقة التبدل النهائي).
الزردشتية هي عقيدة دينية تتمحور حول ألوهة إله واحد مطلق عالمي ومجرد، وقد جاء ذلك على صفحات الـ(أفت) إذ ينبعث صوت زرادشت عبر سطور الـ(جاتها يآسنا) يناجي الإله (أهور مزدا (إني لأدرك أنك أنت وحدك الإله وأنك الأوحد الأحد، وإني من صحة إدراكي هذا أوقن تمام اليقين من يقيني هذا الموقن أنك أنت الإله الأوحد.. اشتد يقيني غداة انعطف الفكر مني على نفسي يسألها: من أنتِ، ولفكري جاوبت نفسي؛ أنا؟ إني زرادشت أنا، وأنا؟ كاره أنا الكراهية القصوى الرذيلة والكذب، وللعدل والعدالة أنا نصير!
من هذه أتفكّر الطيبة التي تحوم في خاطري، ومن هذا الانعطاف الطبيعي في نفسي نحو الخير، ومن هذا الميل الفطري في داخلي إلى محق الظلم وإحقاق الحق أعرفك. من هذه الانفعالات النفسية والميول الفكرية التي تؤلّف كينونتي وتكوّن كياني ينبجس في قلبي ينبوع الإيمان بأنك أنت وحدك أهورا مزدا، الإله وأنك الأوحد الأقدس الخيّر الحق).
تنقسم النفس البشرية إلى قسمين ما دام الإنسان دون الكمال فهو أيضاً دون النقاء:
- 1. سبتامينو (القوة المقدسة) (الطاقة المدركة) (أنا العليا) بمفهوم فرويد.تدعم هذه القوة سبع فضائل عليا (الحكمة والشجاعة والعفة والعمل والإخلاص والأمانة والكرم هذه الفضائل بمثابة الملائكة. تدفع هذه الفضائل القوة المقدسة النفس البشرية إلى الخير والنور والحياة والحق.
- 2. أنكرة مينوا: (القوة الخبيثة) (الطاقة غير المدركة) الخافية بمفهوم يونغ. وتساند هذه القوة سبع رذائل هي النفاق والخديعة والخيانة والجبن والبخل والظلم وإزهاق الروح وهي بمثابة شياطين. وتدفع هذه القوة الخبيثة المتكونة من النقص في النفس البشرية إلى الشر والظلام والموت والخداع، ويبقى هذا الصراع قائماً بين هاتين القوتين داخل النفس البشرية إلى أن يصل الإنسان إلى النقاء، يقول زرادشت في الأفستا، ترنيمة 30_ (منذ البدء أعلن الروحان التوأم عن طبيعتهما -الطيب والشرير - بالفكر والكلمة والفعل - بينها يختار الرجل الحكيم جيداً ولا يفعل هكذا الأحمق).

وحثت الزرادشتية الإنسان على معرفة نفسه ليصل إلى ذاته ودعته إلى أن يتوحد فكره وقوله وفعله: مينش، كونش، كونيش، فالفكر الصادق والقول الطيب والعمل الصالح هي أمهات الفضائل التي تخرج الإنسان عن انفصامه وتوصله لذاته.
إثباتاً لوحدانية الله:(وماذا عن الاثنى عشر الها)
يقول زرادشت في الأفستا 34- (أين أيها الحكيم سوف يكون المخلص مستحوذ (العقل الخير) هؤلاء الذين أحالوا العقائد والمورثات إلى معاناة وعذاب سوف يكون مصيرهم الجحيم، ولكنني لا أعرف غيرك فأنقذنا بواسطة الحق.
ومن أقوال زرادشت أيضاً
إني لأدرك أنك أنت وحدك الإله وأنك الأوحد الأحد، وإني من صحة إدراكي هذا أوقن تمام اليقين من يقيني هذا الموقن أنك أنت الإله الأوحد.. اشتد يقيني غداة انعطف الفكر مني على نفسي يسألها: من أنتِ؟
ولفكري جاوبت نفسي؛ أنا؟ إني زرادشت أنا، وأنا؟ كاره أنا الكراهية القصوى للرذيلة والكذب، وللعدل والعدالة أنا نصير!
من هذه أتفكّر الطيبة التي تحوم في خاطري، ومن هذا الانعطاف الطبيعي في نفسي نحو الخير، ومن هذا الميل الفطري في داخلي إلى محق الظلم وإحقاق الحق أعرفك، من هذه الانفعالات النفسية والميول الفكرية التي تؤلّف كينونتي وتكوّن كياني ينبجس في قلبي ينبوع الإيمان بأنك أنت وحدك أهورا مزدا، الإله وأنك الأوحد الأقدس الخيّر الحق.